# Генріх Фраубергер

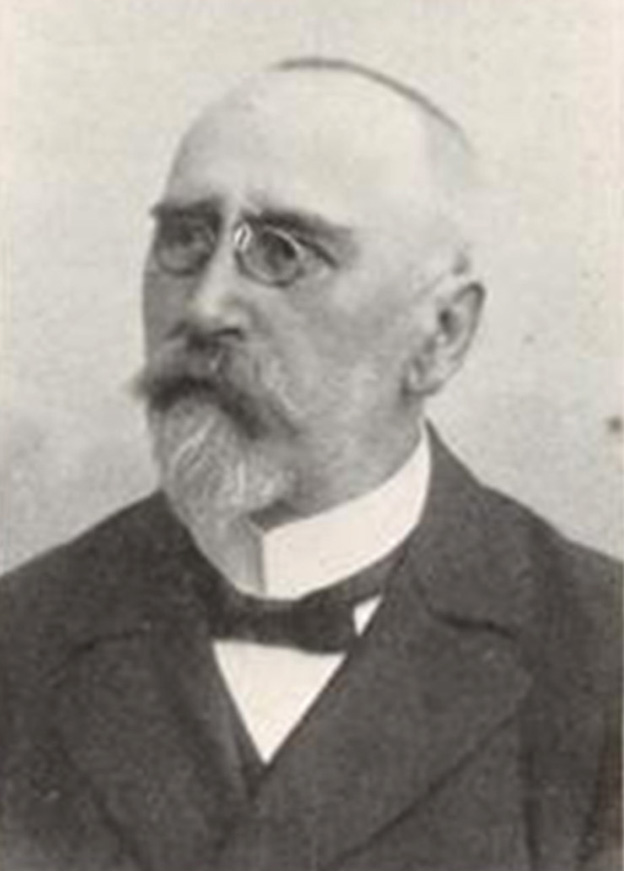
Генріх Фраубергер, близько 1904 року

Генріх Фраубергер (* 18 липня 1845 в Оберндорфі-на-Мельці ; † 15 липня 1920 року в Гінтерштайні-ім- Альгой) — німецько-австрійський історик мистецтва, діяч мистецтв і ремесел, куратор та директор музею в Дюссельдорфі. Разом з Юліусом фон Шлоссером, Давидом Генріхом Мюллером, обома представниками Віденської школи історії мистецтв, і, перш за все, Давидом Кауфманом, він вважається першовідкривачем єврейського мистецтва та історії культури.

## Життя

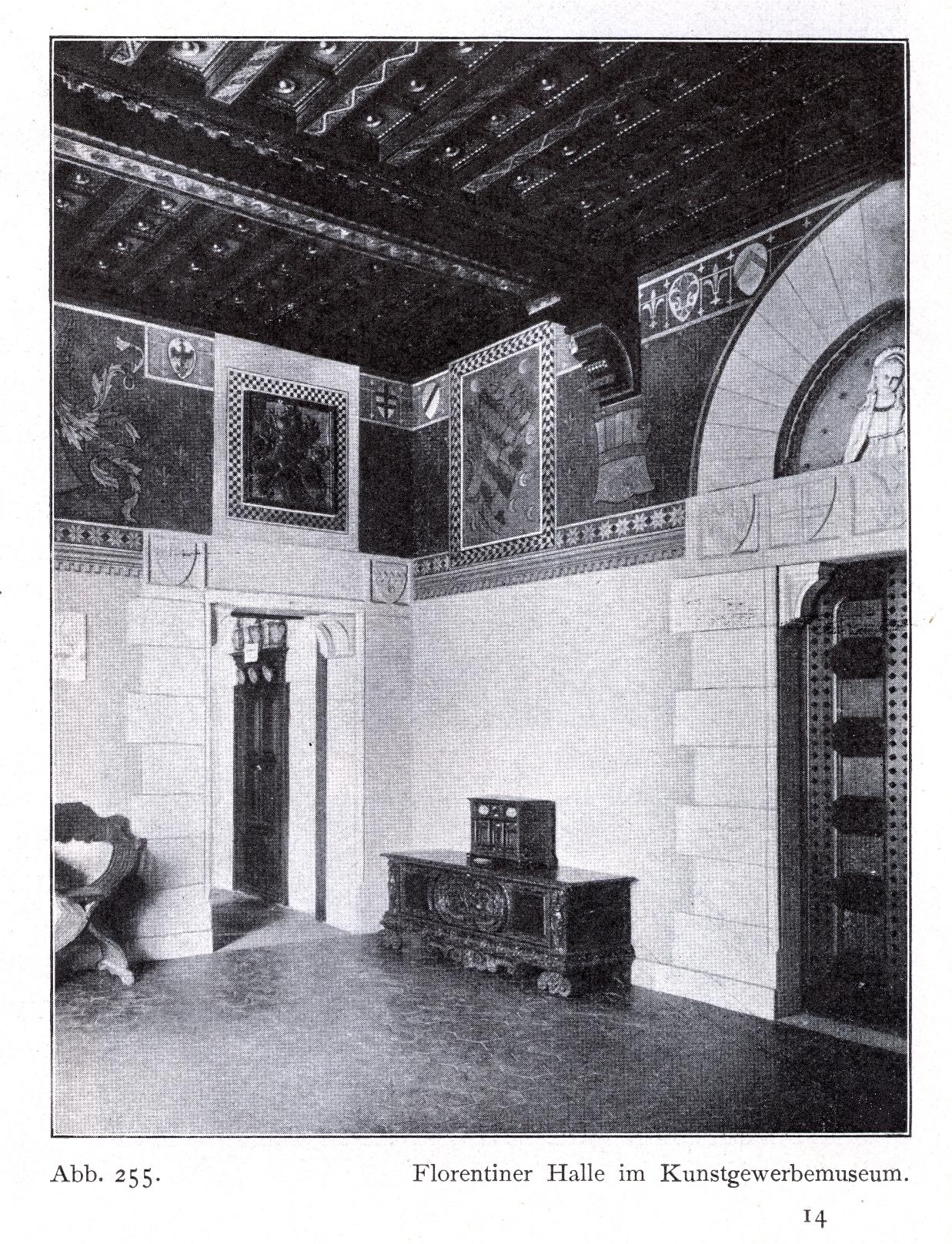
«Флорентійський зал» у Kunstgewerbemuseum Düsseldorf

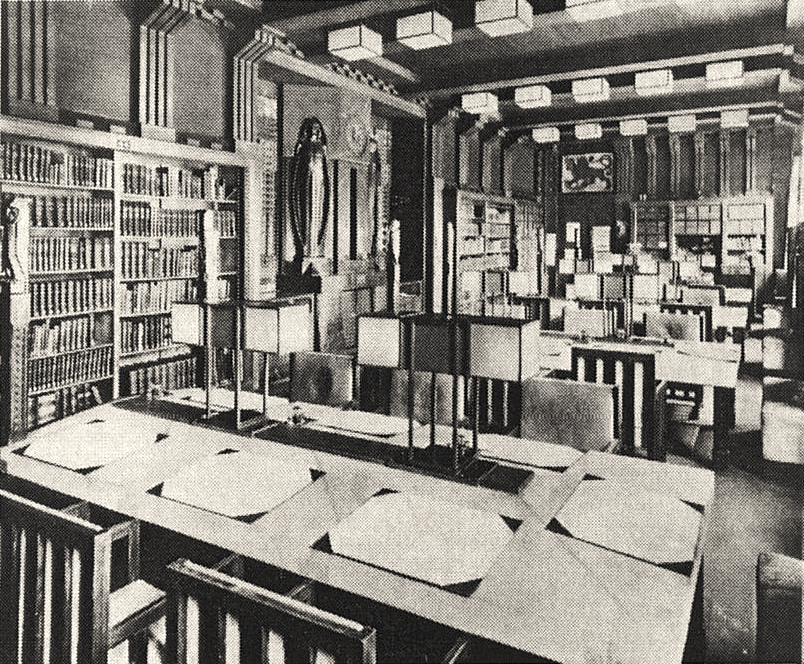
Читальний зал Державної та міської бібліотеки у прибудові Дюссельдорфського музею прикладного мистецтва, 1904/1906 – Петер Беренс розробив гладкі матові скляні ящики без прикрас як освітлювальні прилади. Вальтер Гропіус використав цю нову об'єктивну форму знахідки в 1911 році для світильників на фабриці Fagus. У 1920-х роках він був майже ідентично відтворений у освітлювальних приладах для Будинок майстрів Баухауза в Дессау.

Фраубергер навчався в Імператорському та Королівському музеї мистецтв і промисловості у Відні під керівництвом Рудольфа Айтельбергера, перш ніж стати офіційним представником на Всесвітній виставці Відня у 1873 році під керівництвом Вільгельма фон Шварца-Зенборна. Він також працював власником і редактором журналу для всесвітньої виставки. Потім він став куратором Моравського промислового музею в Брно, а з 1882 року — директором-засновником У травні 1883 року відкрився Kunstgewerbemuseum Düsseldorf, який був відкритий під його керівництвом 30. У жовтні 1896 року отримав власну будівлю на Фрідріхсплац за значну колекцію. Відповідно до концепції історизму, були представлені зразкові кімнати різних епох ремісничого творчості. Музей був також важливим як спеціалізована бібліотека та депо, особливо для історичного текстилю.
Як колекціонер, куратор і директор музею Фраубергер багато подорожував. У 1890 році він вирушив у колекційну подорож на Схід, яка провела його через Єгипет. Після поїздки він надихнув тих, хто цікавиться культурою в Дюссельдорфі, лекціями та предметами, які він привіз із собою.
У Дюссельдорфі Фраубергер також обіймав посаду директора Центральної торгової асоціації Рейнланду, Вестфалії та сусідніх районів. Ця асоціація, яку промисловець, міський радник і член парламенту штату Генріх Луег очолював до своєї смерті, виникла з торговельної та художньої виставки в Дюссельдорфі в 1880 році і мала завдання пропагувати художню якість комерційного виробництва в західних країнах. Німеччина та за її межами інформ.
На посаді директора Central-Gewerbe-Verein Фраубергер відповідав у 1904 році разом з архітектором- реформатором Петером Беренсом як художній керівник за внесок Дюссельдорфа у виставку ремесел (житлове мистецтво) на виставці закупівель Луїзіани в Сент-Луїсі.. Як внесок Central-Gewerbe-Verein у цю всесвітню виставку, Беренс спроектував читальний зал для міської бібліотеки Дюссельдорфа, який був встановлений після виставки в Державній і міській бібліотеці, яка була побудована до 1906 року як розширення до Kunstgewerbemuseum.
Як неєврейський історик мистецтва, Фраубергер мав великий вплив на раннє спілкування з єврейською культурою в німецьких музеях. У 1897 році разом з Чарльзом Хальгартеном він заснував у Франкфурті-на-Майні Товариство дослідження пам’яток єврейського мистецтва, яке публікувало свої повідомлення з 1900 року та записну книжку з 1902 року. Фраубергер власним коштом збирав дрібне мистецтво та рукописи із занедбаних синагог та єврейської родинної спадщини. У 1903 році він написав перше резюме єврейських ритуальних предметів. У 1908 році він керував виставкою про єврейські будівлі та релігійні предмети в Kunstgewerbemuseum у Дюссельдорфі. Це була перша виставка єврейського мистецтва в громадському музеї Німеччини.
на 10-й У лютому 1892 року він одружився з майстринею та вчителькою вишивки Крістін Лаутербах (4. листопада 1861 р. в Майнці; † 1937 р. у Штутгарті), яка під іменем Тіна Фраубергер здобула репутацію художниці по текстилю, вишивальниці та спеціалістки, авторки книг для провідних клієнтів. Від шлюбу народилася донька, оперна співачка Ірен Фраубергер (1908-1923).
У 1905 році Фраубергер був нагороджений орденом Червоного Орла 4. клас відзначений.

## Шрифти (Вибір)
- Володіння клаптями кочівників. В: Ausland, рік 1872, № 13, с. 303.
- як редактор: Біографічний лексикон Віденської всесвітньої виставки 1873 року. Відень 1873 ( Google Books ).
- Мистецтво та домашня промисловість на Всесвітній виставці у Філадельфії 1876. Карл Шольц, Лейпциг 1878 (Google Books).
- Історія вболівальника. 2 томи, Карл Шольц, Лейпциг 1878/1879 (Google Books).
- Художня промисловість на Паризькій виставці 1878 року. Карл Шольц, Лейпциг 1879 р.
- Каталог бібліотеки Моравського музею ремесел у Брно. Брно 1881.
- як редактор з Густавом ван Муйденом (1837-1893): Винаходи новітнього часу. Двадцять років промислового прогресу в епоху світових ярмарків. Лейпциг і Берлін 1883 (Google Books).
- Акрополь Баальбек. Генріх Келлер, Франкфурт-на-Майні 1892 (цифрова копія [Архівовано 28 серпня 2021 у Wayback Machine.]).
- Візантійська фіолетова тканина в Комерційному музеї в Дюссельдорфі. В: Щорічники Асоціації друзів античності в Рейнській області, том 93 (1892), с. 224-232 (цифрова [Архівовано 3 травня 2022 у Wayback Machine.]копія).
- Від Аммана до Джераша. Невеликий внесок у карту Сирії. В: Глобус LXIII, 1893, С. 10–13.
- З Джераша через Ель-Феден до Босри. В: Глобус LXIII, 1893, С. 167–172.
- Урожай на Кіпрі. В: Глобус LXIV, 1893, С. 191-194.
- Виставка мистецтв жіночого мистецтва в Парижі. В: Kunstgewerbeblatt. Новий епізод 4. Рік (1893), с. 35 (Google Books).
- Стародавнє та ранньосередньовічне взуття з Ахмім-Панополіса. Дюссельдорф 1895 (цифрова копія [Архівовано 3 травня 2022 у Wayback Machine.]).
- Мистецька колекція пана Вільгельма Петера Мецлера у Франкфурті а. М J. Baer & Co., Франкфурт-на-Майні 1897.
- Мета та мета Товариства вивчення пам’яток єврейського мистецтва у Франкфурті а. М Товариство дослідження пам'яток єврейського мистецтва, Франкфурт-на-Майні, 1900 (оцифровано [Архівовано 3 травня 2022 у Wayback Machine.]).
- Про будівництво та оздоблення старих синагог. Бублик, Дюссельдорф 1901 ( PDF [Архівовано 28 серпня 2021 у Wayback Machine.] англійською на порталі aejm.org ).
- Прогулянка по виставці Дюссельдорфа. В: Альтанка 36 (1902), с. 616-619.
- Про старі культові предмети в синагозі та будинку. Бублик, Дюссельдорф, 1903 рік.
- як автор і редактор разом з Отто фон Фальке : німецькі плавки та інші твори мистецтва з художньо-історичної виставки в Дюссельдорфі в 1902 році. J. Baer, Франкфурт-на-Майні 1904 ( цифрова копія ).
- як автор і редактор: Міжнародна художня виставка. Виставка історії мистецтв. Велика виставка садівництва. Дюссельдорф 1904 р. Бублик, Дюссельдорф 1905 ( цифрова копія [Архівовано 31 грудня 2021 у Wayback Machine.] ).
- Ілюстрований каталог колекції гіпсових зліпків Центральної торгової асоціації Рейнланду, Вестфалії та сусідніх районів Дюссельдорфа. Бублик, Дюссельдорф, 1906 рік.
- Виставка єврейських будівель та культових об’єктів для синагоги та будинку в ілюстраціях та оригіналах. Каталог, [Дюссельдорф] 1908.
- Прикрашені єврейськими літерами та єврейськими книжковими прикрасами. Бублик, Дюссельдорф, 1909 рік.
- Колекція годинників Н. Р. Франкеля. Шмітц і Ольберц, Дюссельдорф, 1913 рік.

## Літератури
- Felicitas Heimann-Jelinek : Генріх Фраубергер і Товариство дослідження пам’яток єврейського мистецтва ( PDF [Архівовано 3 травня 2022 у Wayback Machine.] на порталі aejm.org ).
- Ніся Аллови: Генріх Фраубергер ( PDF [Архівовано 3 травня 2022 у Wayback Machine.] на порталі aejm.org ).
- Еріх Тепліц: директор проф. лікар Генріх Фраубергер (некрологія). У: Щомісячний журнал історії та науки іудаїзму, том 64 (NF 28), випуск 7/9 (липень/вересень 1920 р.), с. 235-236 ( оцифровано [Архівовано 29 серпня 2021 у Wayback Machine.] ).
- Фраубергер, Генріх. В: Herrmann AL Degener (ред. ): Хто це? 4. Видання, Берлін/Лейпциг 1909 р., стор 389 (Google Book).

## Веб-Посилання
- Frauberger, Heinrich [Архівовано 3 травня 2022 у Wayback Machine.], таблиця на порталі deutsche-biographie.de

## Предмети
1. 1 2 3  Catalog of the German National Library
2. 1 2  Чеська національна авторитетна база даних
3. ↑  Tilmann Buddensieg, Henning Rogge: Formgestaltung und die Industrie. Peter Behrens und die Bogenlampen der AEG. S. 119. Zitiert nach: Karin Wilhelm: Peter Behrens. Industriearchitekt. Schriften zur Architekturgeschichte und Architekturtheorie, Vieweg, Braunschweig/Wiesbaden 1983, ISBN 978-3-528-08690-9, S. 140, Fußnote 420 (Google Books)
4. ↑  Literatur. In: St. Leopolds-Blatt. Organ des Christl.-relig. Kunst-Vereines in Niederösterreich. 4. Jahrgang (1890), Verlag des Christlich-religiösen Kunst-Vereines, Wien 1890, S. 149 (Google Books)
5. ↑  Allgemeine illustrirte Weltausstellungs-Zeitung, Wien 1873 (Google Books)
6. ↑  Heinrich Frauberger: Wegweiser durch die Special-Ausstellung für Thonwaaren-Industrie im Mährischen Gewerbe-Museum in Brünn. Brünn 1876, S. 20 (Google Books)
7. ↑  Lothar Pützstück: Afrika und Düsseldorf im Deutschen Reich (1871–1945). In: Marianne Bechhaus-Gerst, Reinhard Klein-Arendt (Hrsg.): AfrikanerInnen in Deutschland und schwarze Deutsche – Geschichte und Gegenwart. Band 3 der Reihe Encounters/Begegnungen. History and Present of the African-European Encounter. Geschichte und Gegenwart der afrikanisch-europäischen Begegnung. Lit Verlag, Münster 2004, ISBN 978-3-8258-6824-6, S. 62 (Google Books)
8. ↑  Heinrich Frauberger: Ausstellung der auf der Orientreise des Dir. [Heinr.] Frauberger erworbenen Gegenstände … [vom 5. Dezember 1890 – 12. April 1891]. Führer, zugleich als Reisebericht. Düsseldorf 1890
9. ↑  Bericht über den Stand und die Verwaltung von Gemeinde-Angelegenheiten der Stadt Düsseldorf für das Rechnungsjahr von 1. April 1882 bis 31. März 1883. Düsseldorf 1883, S. 17 (Digitalisat [Архівовано 3 травня 2022 у Wayback Machine.])
10. ↑  Heinrich Frauberger: Festschrift zur Einweihung des neuen Museumsgebäudes in Düsseldorf am 30. October 1896. Central-Gewerbe-Verein für Rheinland, Westfalen und benachbarte Bezirke zu Düsseldorf, Bagel, Düsseldorf 1896, S. 3 (Digitalisat [Архівовано 3 травня 2022 у Wayback Machine.])
11. ↑  Amtlicher Bericht über die Weltausstellung in Saint Louis 1904. Georg Stilke, Berlin 1906, Teil I, S. 115 (Digitalisat [Архівовано 28 серпня 2021 у Wayback Machine.])
12. ↑  Amtlicher Katalog der Weltausstellung in Saint Louis 1904. Berlin 1904, S. 458
13. ↑  Jens Hoppe: Jüdische Geschichte und Kultur in Museen. Zur nichtjüdischen Museologie des Jüdischen in Deutschland. Dissertation 2001, Waxmann, Münster 2002, ISBN 3-8309-1178-5, S. 50 (Google Books)
14. ↑  Clare Moore (Hrsg.): The Visual Dimension. Aspects of Jewish Art. Taylor & Francis, New York/NY 1993, 2019, ISBN 0-8133-1259-0, S.  (Google Books)
15. ↑  Ingo Herklotz: Richard Krautheimer in Deutschland. Aus den Anfängen einer wissenschaftlichen Karriere 1925–1933. Waxmann, Münster 2021, ISBN 978-3-8309-4351-8, S. 39 (Google Books)
16. ↑  Hannelore Künzl: Jüdische Kunst. In: Michael Brenner, Stefan Rohrbacher (Hrsg.): Wissenschaft vom Judentum. Annäherung nach dem Holocaust. Vandenhoeck & Ruprecht, Göttingen 2000, ISBN 3-525-20807-3, S. 181 (Google Books)
17. ↑  Erich Toeplitz, S. 236
18. ↑  Falk Wiesemann: „Hygiene der Juden“ auf der Düsseldorfer GeSoLei 1926. Jüdische Kulturleistungen in der Weimarer Republik. In: Geschichte im Westen, Jahrgang 1993, Heft 1, S. 24–37, hier S. 30 (PDF [Архівовано 29 серпня 2021 у Wayback Machine.])
19. ↑  Düsseldorfer Volksblatt, Ausgabe Nr. 44 vom 16. Februar 1892 (Digitalisat [Архівовано 3 травня 2022 у Wayback Machine.])
20. ↑  Anstalt für Stickerei und Frauenerwerb. In: Königliche Museen zu Berlin (Hrsg.): Kunsthandbuch für Deutschland. 6. Auflage, Verlag von Georg Reimer, Berlin 1904, S. 428 (Google Books)
21. ↑  Personal-Nachrichten. In: Amtsblatt für den Regierungsbezirk Düsseldorf. Jahrgang 1905, S. 69 (Digitalisat [Архівовано 3 травня 2022 у Wayback Machine.])